# Calendrier hégirien

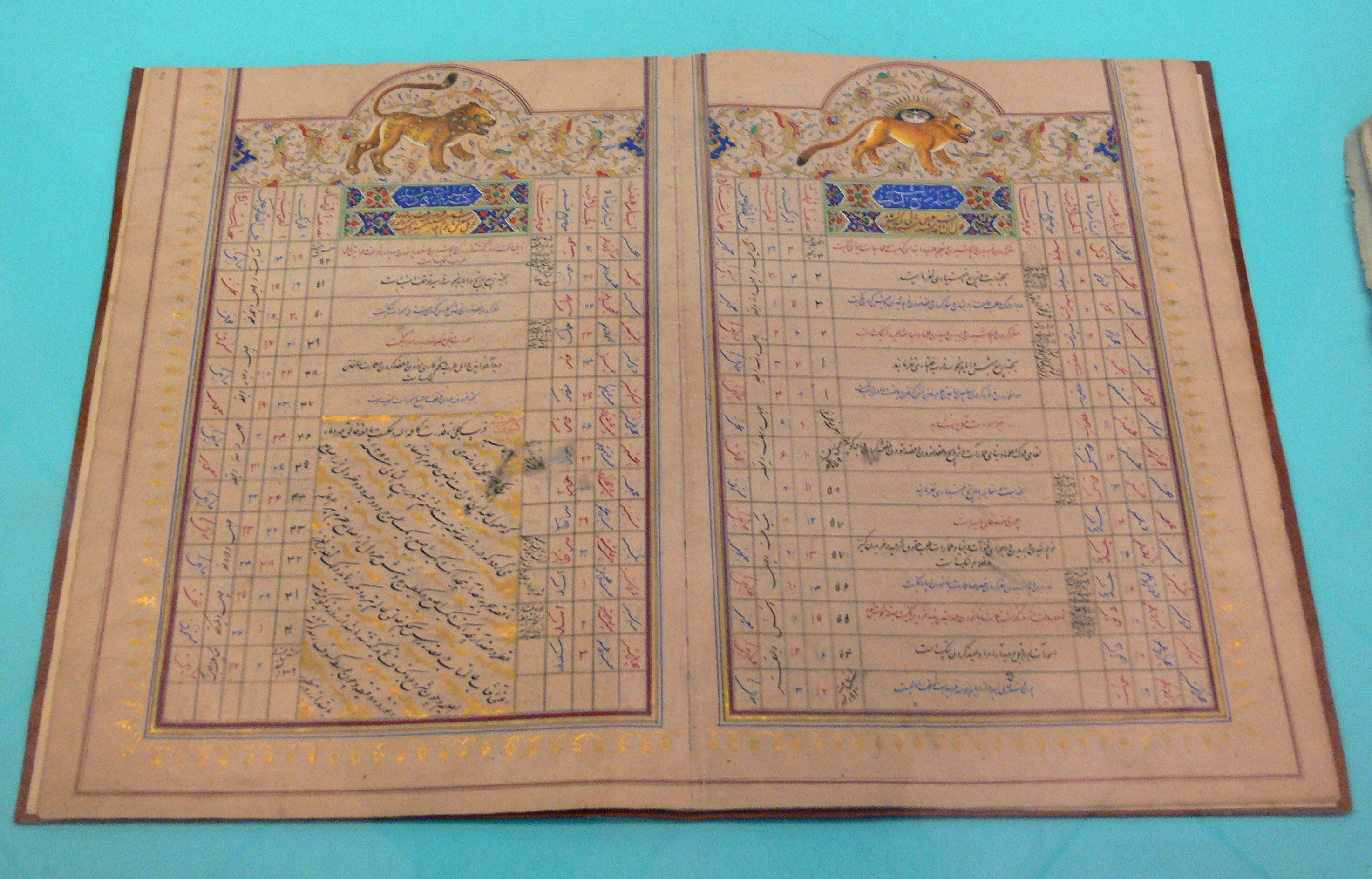
Calendrier de 1280 (1863 de l'ère chrétienne), Musée Linden, Stuttgart.

Le calendrier hégirien ou calendrier musulman est un calendrier lunaire synodique non solaire,,, fondé sur une année de 12 mois lunaires de 29 ou 30 jours chacun. Le jour hégirien commence au coucher du soleil d'un jour solaire A et s'achève au même moment le jour solaire B.
L'année hégirienne compte 354 (année commune, au nombre de 19) ou 355 jours (année abondante, au nombre de 11). L'année lunaire astronomique dure 354 jours 8 heures 48 minutes et 34,56 secondes. Elle est donc plus courte que l'année solaire d’environ 11 jours ou exactement 10,87512 jours. Le principe du calendrier est le suivant : l'observation effective du croissant lunaire détermine le premier jour du mois : s'il est visible au premier coucher de soleil suivant la conjonction, le mois commencera le lendemain de la nouvelle lune. Autre condition : la conjonction ne peut avoir lieu que le vingt-neuvième jour du mois finissant. Dans le cas d'une nouvelle lune, un trentième jour est ajouté au mois en cours et le surlendemain correspondra au premier jour du mois suivant.
La dénomination du calendrier apparaît tardivement, dans le dernier quart du Xe siècle; l'adjectif « hégirien » dérive de « hégire » (en arabe : هِجْرَة, hijra, « expatriation, exil »), terme qui désigne ici le départ de Mahomet, en 622, depuis sa ville natale de La Mecque pour l'oasis de Médine, dans laquelle il arriva le lundi 31 mai 622 (12 rabiʿ al-awwal de l'an 1 H). Plus tard, le calife Omar ibn al-Khattâb rendit officiel ce nouveau calendrier dont le premier jour, le 1er muharram 622, correspond pour la plupart des historiens au vendredi 16 juillet 622. Cette année-là, la nouvelle lune, nécessaire à tout début de calendrier lunaire, avait eu lieu le 14 juillet, mais le croissant lunaire ne pouvait être vu à l'œil nu que le 15 juillet ; le début effectif du mois de ramadan étant le 16 juillet.
L'observation à l'œil nu du nouveau croissant, le hilal, apparaissant plusieurs heures après la nouvelle lune, signale le début du mois pour les musulmans, d'où des différences de début de mois entre les pays. La date de début de chaque mois dépend de ce qui est visible dans chaque lieu. Par conséquent, les dates varient d'un pays à l'autre, généralement d'un jour ou deux seulement. De ce fait, le calendrier musulman fondé sur l'observation mensuelle du nouveau croissant à l'œil nu ne peut apporter un inconvénient majeur aux populations musulmanes en ce qui concerne l'organisation prévisionnelle des activités à long terme. Ces éventuelles faiblesses ne se feraient sentir qu'au début des mois comportant de grandes fêtes comme le 1er muharram, le 12 rabbi al-awwal (Mawlid, anniversaire du Prophète), l'aïd-el-Fitr et l'aïd el-Adha, les autres mois alternant régulièrement les comptes de 29 et 30 jours. Malheureuseusement, les différences de politique et les désaccords sur le choix des critères portant sur l'apparition du nouveau croissant révèlent une autre problématique. Chaque État et communauté musulmane de la planète procède à l'observation mensuelle individuelle de la nouvelle lune, débouchant sur une panoplie de calendriers dont les données pour le même jour diffèrent d'un pays à l'autre. À titre d’illustration, le 1er chawwal 1426, jour de célébration de l’Aïd el-Fitr, correspondait au mercredi 2 novembre 2005 en Libye et au Nigeria, au jeudi 3 novembre dans 30 pays dont l’Algérie, la Tunisie, l’Égypte, l’Arabie saoudite et une partie des États-Unis, au vendredi 4 novembre dans 13 pays dont le Maroc, l’Iran, le Bangladesh, l’Afrique du Sud, le Canada, une partie de l’Inde et une partie des États-Unis, et au samedi 5 novembre dans une autre partie de l’Inde. Un tel écart n'est pas imputable au mode de détermination du début de mois : deux jours d'écart sont un maximum et la plupart du temps un seul devrait être constaté. Les choix de certains pays, quelle qu'en soit la raison, ne correspondaient pas aux indications données par les astronomes professionnels ni à ceux publiés par les observatoires spécialisés. À l'inverse, prétendre établir un seul programme pour tous pays, un calendrier universel donc, est illusoire : les États ou organisations d'une moitié du monde ne seraient plus en phase avec le calendrier lunaire astronomique, ce qui causerait, à terme, de fâcheux décalages avec la réalité.
Cet état des choses n’est nullement exceptionnel, il se renouvelle chaque mois. En conséquence, le calendrier islamique fondé sur l’observation de la nouvelle lune n’est utilisé dans les sociétés musulmanes contemporaines que pour déterminer les dates associées à des célébrations religieuses. Or, ces événements sont d'une grande importance pour les fidèles de l'Islam, ne serait-ce que pour pratiquer le mois de jeûne. Il est vrai que pour tous leurs autres besoins, les musulmans du monde entier utilisent, depuis environ deux siècles, des calendriers solaires : le calendrier grégorien ou le calendrier persan, fondés sur des calculs astronomiques et sans doute depuis bien plus longtemps (au moins le XVIe siècle) le calendrier julien en Afrique du Nord pour les travaux agricoles.
On indique qu’une date est donnée dans ce calendrier en ajoutant la mention calendrier musulman, calendrier hégirien, ère musulmane, ère de l’hégire ou, en abrégé, H ou AH (du latin anno hegiræ).

## Histoire

### Calendriers préislamiques
La question du calendrier en usage à La Mecque ne fait pas consensus. Depuis l'article Mémoire sur le calendrier arabe avant l'islamisme publié en 1843 par Armand Pierre Caussin de Perceval, l'opinion dominante défend un calendrier préislamique lunaire compensé d'un mois supplémentaire tous les trois ans, ce qui impliquerait un décalage d'un jour par an avec le calendrier solaire. Pour Chebel, les prédécesseurs du calendrier de l'hégire étaient des calendriers luni-solaires qui comportaient des mois lunaires synchronisés avec le cycle solaire par l'intercalation d'un treizième mois, nommé nasīʾ, le différé. Ce mois, dans la péninsule arabique, était ajouté par certaines tribus entre le dernier et le premier mois de l'année et par les tribus juives selon les indications des autorités de Palestine, puis de Babylonie. Pour Robin, l'article de Caussin de Perceval repose sur des "arguments et des présupposés illusoires". Pour l'auteur, aucun calendrier du Proche-Orient ne dérive, par rapport à l'année solaire, à partir de l'ère chrétienne.
Pour Christian Julien Robin, le calendrier de La Mecque dérivait probablement de ses voisins, et sans doute de celui d'Himyar et ne dérivait pas par rapport à l'année solaire. Si le 1er Mouharram de l'an 11, date traditionnelle du pèlerinage de l'Adieu et de la proclamation du nouveau calendrier, marque bien le début d'un cycle, alors le nouvel an préislamique devait tomber le 29 mars, ce qui correspond approximativement à l'équinoxe de printemps et à la renaissance de la végétation. Pour l'auteur, "Non seulement l’Arabie des « rois » de Kindah était sous la tutelle de Ḥimyar, mais une tradition d’Ibn al-Kalbī rapporte explicitement que ces princes kindites avaient autorité sur le calendrier". Pour Déroche, l'Arabie du Sud, à l'inverse, utilisait un calendrier solaire.
Toujours selon Robin, "il apparaît que la tradition savante arabo-musulmane n’a rien retenu de la manière d’identifier les années chez les Arabes préislamiques, si on excepte quelques vagues réminiscences concernant Makka." Les traditionnistes attribuent les noms des mois al-mu᾿tami-burak à un calendrier de populations disparues depuis longtemps. Cette information a été modifiée dans une optique apologétique pour renvoyer celui-ci à un temps ancien. "En effet, aux premiers siècles de l’Islam, la conviction s’était installée que le temple de Makka rayonnait sur toute l’Arabie depuis des siècles et qu'en conséquence son calendrier était le seul qui était utilisé dans toute la péninsule". Basé sur un postulat faux, cette théorie d'un usage généralisé du calendrier de Makka "n'a rien d'historique".

### Mise en place d'un nouveau calendrier
Plusieurs termes sont utilisés dans le Coran pour évoquer des durées ou la mesure du temps. Si la plupart appartiennent à des expressions particulières, comme "Jour du jugement", quelques-uns de ces passages évoquent un décompte du temps ou la fixation de célébrations religieuses. C'est le cas des évocations des mois qui se trouvent principalement dans des passages médinois. Le fondement lunaire du calendrier musulman est ainsi fixé par le verset 5 de la sourate 10 et le terme shahr ("mois") pourrait initialement avoir désigné la nouvelle lune. Se basant sur le système préislamique anwa', l'exégése coranique identifie 28 phases et une révolution complete autour du zodiaque solaire. La sourate 2 (v. 185 et 189) rappelle le rôle particulier de l'observation directe dans la détermination du début du mois et des rites associés (jeunes, pèlerinage). La fixation du calendrier en 12 mois se trouve dans la sourate 9, au verset 36 : « Le nombre des mois est de douze devant Dieu, tel est-il dans le livre de Dieu, depuis le jour où il créa les cieux et la terre. Quatre de ces mois sont sacrés ; c’est la croyance constante. »,. Ces différents versets liés au temps posent des questions quant à leurs interprétations.
Cette sourate évoque une autre quantité de temps, le nasīʾ, Les commentateurs y voit une référence au mois intercalaire des calendriers préislamiques, ce qui interroge quant à la sacralité de ce temps. Le Coran interdit expressément le mois intercalaire, pour se différencier de la pratique juive ou préislamique. Ainsi, le calendrier islamique est purement lunaire, ce qui cause un décalage annuel avec le calendrier solaire. La mise en place de ce calendrier peut correspondre à la volonté de revenir à un décompte primordial du temps mais peut-être aussi de séparer le calendrier des pèlerinages de celui des foires.
Le Coran ne donne aucune indication sur une date à partir de laquelle le décompte des années doit commencer. En Arabie préislamique, il est possible de dater une période à partir du début du règne d'un roi, du début d'une magistrature ou à partir d'un événement particulier. Ainsi, l'Arabie du Sud a utilisé des ères comme celle d'Himyar. L'Arabie du Nord a pu utiliser des systèmes des civilisations voisines. C'est le cas des inscriptions de Harrân fixées selon le calendrier de la province romaine d'Arabie. Cette ère, adoptée dans le Sinaï et le Hedjaz, commence en 106 avec l'annexion de la Nabatea  par l'Empire romain.
L'adoption de ce calendrier, même si des sources plus tardives évoque une prescription plus ancienne, et la fixation du début de l'ère de l'Hégire au premier jour du mois de Mouharram de l'année de l'Hégire datent du califat d'Umar. Selon al-Birini, le choix de la date de l'Hégire pourrait correspondre au fait que ni celle de la naissance de Mahomet, ni celle du début de la Révélation ne font consensus. Il n'est pas non plus impossible que cela ne reprenne pas une coutume connue ailleurs, celle de dater en fonction d'un règne. Cette seconde option paraît plus plausible à Ch. Robin. Cela impliquerait que la volonté de marquer une nouvelle ère date d'Umar. Des attestations anciennes semblent soutenir une autre origine de cette modification calendaire. Ainsi, le papyrus PERF 558 évoque une année 22.

### Quelle ère?
« L'un des écueils réside dans le fait que si ces documents indiquent irréfutablement l'utilisation d'un nouveau calendrier, ils ne précisent nullement qu'il s'agisse du calendrier hégirien dans son acception définitive, même si le raccourci est tentant ». Ainsi, Imbert identifie les graffiti donnant une date sous la forme « en l'an 24 », comme étant le calendrier de l'Hégire. Pourtant, cette ère musulmane est restée longtemps sans nom particulier.
Le terme hijra n'apparait que tardivement, en 977 pour la première attestation épigraphique et sa date d'apparition dans les colophons est inconnue. Un manuscrit achevé en 989 évoque « l'hégire des Arabes » (hiǧrat al-ʿarab) et un autre de 1314 « l’hégire arabe », ce qui créait une ambiguïté sur l'interprétation comme l'Hégire de Mahomet. Les inscriptions grecques des VIIe et VIIIe siècles évoquent, par exemple, l'ère nouvelle selon le terme « année des Arabes ». De même, les sources syriaques ne rattachent pas l'ère arabe au déplacement de Mahomet.
La seule ère ancienne identifiée en arabe est connue par deux papyrus égyptiens (datant de 662-3 et 676-7) : sanat qaḍā’ al-mu’minīn, ce que Ragib traduit par « juridiction des croyants » et qui semble être une « ère lunaire à mois solaires qui associait la chronologie musulmane au calendrier copte » à des fins de perception d'impôts. Cette traduction a fait débat. Donner le traduit par l'« ère des croyants ». Shaddel montre, à partir de chroniques anciennes, que cette formule est construite comme une date de règne de Mahomet comme chef de guerre. Elle pourrait être liée davantage à la fondation d'une communauté qu'à l'Hégire, même si ces deux faits sont chronologiquement contemporains. Pour Tillier et Vanthieghem, en 2019, la découverte de nouveaux documents renforce le point de vue de Ragib. Ces auteurs préfèrent l'hypothèse selon laquelle « c'était un nom du calendrier impérial officiel, qui à l'origine pouvait ne pas faire référence à l'exode vers Médine de Mahomet, mais plutôt vers l'affirmation de sa souveraineté suite au traité d'al-Ḥudaybiyya ».
Pour Crone, ce n'est que quelques générations plus tard que l'Hégire va acquérir de l'importance et devenir le point de départ du calendrier. Cette identification du point de départ du calendrier avec l'Hégire pourrait, pour Donner, être une « coranisation » du vocabulaire potitico-administratif à l'époque des marwanides. Elle illustre l'importance prise par cet événement.

## Les mois
Le calendrier musulman comporte douze mois de vingt-neuf ou trente jours. Exception faite du mois de ramadan, le Coran ne fournit pas les noms de ces mois. Le calendrier musulman repose donc sur des traditions préislamiques. De même, le Coran n'énonce pas le fait que Mouharram soit le premier mois de l'année. Cela provient d'une pratique préislamique.
L'étude la poésie pré-islamique permet d'affirmer que le calendrier al-mu᾿tami-burak était, avant l'islam, utilisé dans toute l'Arabie, à la différence de celui de Makka qui ne l'était pas. Certains de ces noms sont attestés par l'épigraphie, la poésie préislamique ou les compilations arabes. Dans cette liste, quelques variantes existent selon les traditionnistes qui la rapportent.
| no | Nom (calendrier dit « de Makka ») | Autres noms préislamiques        |
| -- | --------------------------------- | -------------------------------- |
| 1  | al-muḥarram                       | al-mu᾿tami                       |
| 2  | ṣafar                             | nājir                            |
| 3  | rabī al-awwal                     | khawwān                          |
| 4  | rabia ath-thani                   | (al-)ṣuwān/buṣān/wabṣān          |
| 5  | jumādà ᾿l-ūlà                     | (al-)ḥanīn/(al-)zabbā            |
| 6  | joumada ath-thania                | (al-)zabbā᾿/rabba/rina           |
| 7  | rajab                             | (al-)aṣamm                       |
| 8  | sha῾bān                           | ῾ādil/῾ādila ouwa῾l/waghl/wāghil |
| 9  | ramaḍān                           | nāfiq/nātiq                      |
| 10 | shawwāl                           | wa῾l/waghl/wāghilou ῾ādil/῾ādila |
| 11 | dhū ᾿l-qa῾da                      | huwā῾ ou ranna/ warna            |
| 12 | dhū ᾿l-ḥijja                      | burak                            |

Chaque mois démarre au moment où le premier croissant de lune, hilal, est visible. Il doit être aperçu avant qu'il ne disparaisse à l'horizon dans les lueurs crépusculaires du coucher du soleil. Selon l’endroit d’où est effectuée cette observation, le mois peut démarrer plus ou moins tôt. Le mois de ramadan, par exemple, ne commence et ne termine pas le même jour pour tous les musulmans du monde. Ainsi, si le ciel est nuageux ou si la nouvelle lune est trop récente, événements ne permettant pas l'observation visuelle du croissant de lune, le soir du 29e jour de chaabane, alors ce jour est défini comme jour de doute Yawm shakk. Le mois de chaabane sera déclaré comme ayant 30 jours, avant de déclarer le début du mois de ramadan. De même, l'année qui commence le premier jour du premier mois de mouharram, ne débute pas au même moment dans tous les pays musulmans[réf. nécessaire].

### Mois sacrés
Quatre mois sont sacrés pour l'islam. Trois d'entre eux sont consécutifs : les deux derniers de l'année (dhou al qi`da et dhou al-hijja) et le premier de l'année suivante (mouharram) ; le quatrième est le septième mois hégirien (rajab). Deux textes byzantins du VIe siècle font référence à des mois sacrés. Ces passages montrent que ces mois sacrés ne sont pas qu'une institution de la Mecque. La tribu du Hijaz Banu Murra b. 'awf possédait, elle, une trève de 8 mois.
Nicolas Sinaï a soulevé des difficultés de la sourate 9 sur la question des mois sacrés. En effet, cette sourate évoque au verset 5 des "mois sacrés", au verset 2 quatre mois de grâce et au verset 36 quatre mois sacrés. Ces quatre mois, du verset 36 sont souvent considérés comme correspondant aux mois sacrés préislamiques (dhou al qi`da, dhou al-hijja,mouharram et rajab). L'auteur interroge le lien avec les autres versets. Pohlmann considère que le verset 5 est l'ajout le plus récent de ce passage et le v.2 pourrait appartenir à la strate la plus ancienne de ce passage, les deux correspondant à des contextes différents.
Selon une tradition musulmane, les mois du verset 2 correspondent à ceux du versets 5 et à une période de quatre mois consécutifs de trêve. En cela, ils doivent donc être différents de la période non-consécutive évoquée dans le verset 36. Cette hypothèse repose sur la proximité des v.2 et v.5 est fragilisée par l'usage du même terme pour désigner les mois dans le v.5 et le v.36. Une autre approche est de dire que le v.5 et le v.36 évoque une même durée, différente de celle évoquée au v.2. Rubin, quant à lui, défend l'identité entre les trois durées.
Certains rites sont liés à des mois particuliers. Ainsi, le Hajj doit prendre place, selon Q 2:197, pendant les "mois connus", ce qui a posé des problèmes d'interprétations. Certains exégètes ont défendu l'idée que ces mois soient ceux de Rajab ou de Dhu l-Hijja sans qu'ils n'aient été capables d'expliquer l'usage de la forme plurielle et non de la forme duelle. Pour Tabari ou Ibn Kathir, cette forme plurielle renvoie aux deux mois précédant Dhu l-Hijja mais cette explication n'a pas de fondement solide. La majorité des commentateurs pensent que cette expression désigne les trois mois de Dhou al qi`da, Dhou al-hijja, Mouharram et parfois Rajab. De nombreux chercheurs acceptent cette interprétation même si elle pose question.

## Début de mois: calcul ou observation?
Les bédouins étaient habitués à observer la position des étoiles, de nuit, pour se guider dans leurs déplacements à travers le désert, et à observer l’apparition de la nouvelle lune pour connaître le début du mois. Quand ils interrogèrent le prophète de l'islam (Mahomet) sur la procédure à suivre pour déterminer le début et la fin du mois de jeûne, il leur recommanda de commencer le jeûne du mois du ramadan avec l’observation de la naissance de la nouvelle lune (au soir du 29e jour du mois de chaabane) et d’arrêter le jeûne avec la naissance de la nouvelle lune (du mois de chawwal). « jeûnez â sa vision et rompez le jeûne à sa vision (le croissant) et si vous êtes empêchés par des nuages, complétez le nombre de jours de chaabane à 30. »
La recommandation confortait dans ses habitudes ancestrales une communauté qui ne savait ni écrire ni compter et qui n’avait pas d’accès, de toute façon, à d’autres méthodes de suivi des mois. À l'époque, les données astronomiques n’étaient pas communément disponibles pour être utilisées par la population de manière pratique, en tous lieux, comme c’est le cas aujourd’hui grâce aux agendas et aux calendriers.
Or, le croissant lunaire ne devient généralement visible que 15 h à  18 h après la conjonction, avec impérativement l’existence de conditions favorables résultant de nombreux facteurs tels que la date julienne de la conjonction au moment des calculs ; son heure exacte ; le nombre d’heures écoulées depuis la conjonction (âge de la Lune) ; la durée en minutes séparant le coucher du Soleil de celui de la Lune ; les coordonnées équatoriales du Soleil et du croissant lunaire sur la sphère céleste (ascension droite et déclinaison) ; les coordonnées géographiques (latitude et longitude) de l'observateur ; les coordonnées horizontales telles que l’altitude de la Lune au coucher du soleil, l'altitude relative entre la Lune et le Soleil à ce même moment, les azimuts respectifs du Soleil et de la Lune, l'azimut relatif entre les deux astres ; la mesure de l'élongation (distance angulaire séparant la Lune du Soleil au moment du coucher) ; l'angle de phase ; la nature du lieu où l’on procède à l’observation ; les conditions d’observation (pollution, humidité, température de l’air, altitude) ; la limite de détection de l'œil humain, etc.
Selon les mois et les saisons, les conditions favorables d’observation de la nouvelle lune seront réunies en des sites différents du globe terrestre. Des astronomes musulmans de renom, des temps médiévaux, tels qu'Ibn Tariq (en) (VIIIe siècle), Al-Khawarizmi (783-850), Al-Battani (855-923), Al-Bayrouni (973-1048), Tabari (XIe siècle), Ibn Yunus (XIe siècle), Nasir ad-Din at-Tusi (1201-1274), etc. ont contribué de manière importante, pendant plusieurs siècles, au développement des connaissances théoriques et appliquées dans le domaine de l'astronomie. Ils ont accordé un intérêt particulier à l’étude des critères de visibilité de la nouvelle lune, dans le but de développer des techniques de prévision fiables sur le début d’un nouveau mois.

### Le ‘alim et le calendrier
Une prescription divine citée dans le Coran oblige le musulman témoin de la naissance du croissant de ramadan à commencer le jeûne à l'aube qui suit l'observation effective du croissant. Ce commandement a été retransmis par Mahomet à ses compagnons. Il est donc légitime pour un musulman de vouloir le respecter. Mais la confirmation de la visibilité du croissant par un astronome professionnel n'est pas interdite et est même recommandée à celui qui ne peut observer la Lune ou qui n'a pas les moyens matériels de le faire. Il ne manque pas aujourd'hui d'astronomes et d'astrophysiciens, musulmans ou non, prêts à fournir des détails sur l'apparition du croissant, grâce à des projections retraçant l'essor de la nouvelle lune ou encore à l'aide de logiciels. Pourtant, pendant 14 siècles, le consensus des oulémas s'est forgé solidement autour du rejet du calcul, à part quelques juristes isolés, dans les premiers siècles de l'ère islamique, qui prônèrent l'utilisation du calcul pour déterminer le début des mois lunaires. Mais aujourd'hui de quels calculs s'agit-il ? Deux formes se présentent : la première porte sur un calcul à long terme permettant de connaître les programmes des conjonctions soleil-lune, mais aussi les horaires des couchers et levers du Soleil et de la Lune. L'autre forme est une évaluation chiffrant la possibilité d'apercevoir ou non un nouveau croissant à un moment déterminé. Sur le plan institutionnel, seule la dynastie (chi'ite) des Fatimides, en Égypte, a utilisé un calendrier fondé sur le calcul, entre les Xe siècle et XIIe siècle, avant qu'il ne tombe dans l'oubli à la suite d'un changement de régime.
L'argument majeur utilisé pour justifier cette situation se fonde sur le postulat des oulémas, selon lequel il ne faut pas aller à l'encontre d'une prescription coranique, retransmise par Mahomet à ses compagnons. Ils estiment qu'il est illicite de recourir au calcul pour déterminer le début des mois lunaires, du moment que Mahomet a recommandé la procédure d'observation visuelle.
De nombreux oulémas soulignent, de plus, que le calendrier fondé sur le calcul décompte les jours du nouveau mois à partir de la conjonction, laquelle précède de 14 h à 17 h l'observation visuelle du nouveau croissant et d'un ou deux jours le début effectif du mois. S'il était utilisé, le calendrier fondé sur le calcul ferait commencer et s'achever le mois de ramadan, et célébrer toutes les fêtes et occasions religieuses, en avance d’un jour par rapport aux dates qui découlent de l'application du hadith de Mahomet, ce qui ne serait pas acceptable du point de vue de la charia.
De plus, les choix de certaines autorités, religieuses ou politiques peuvent être la voie d'interprétations erronées. Ainsi en 2022, en France, en Algérie et en Arabie saoudite, le mois de ramadan a débuté le 2 avril, alors que le croissant n'était visible dans aucun de ces trois pays, y compris par instrument optique. Ce qui a eu pour conséquence une observation de la nouvelle lune de chawwal le 30 ramadan (1er mai), le 29 (30 avril) s'étant achevé anormalement sans nouvelle lune. La conjonction n'avait lieu à Alger que trois heures après l'extinction des feux du Soleil. Il est nécessaire de rappeler que les jours du calendrier hégirien commencent et finissent au coucher du Soleil. L'erreur commise en début de mois a provoqué le déplacement d'un jour de calendrier. Le mois de ramadan aurait normalement dû  commencer le 3 avril. Seuls les astronomes (musulmans ou non) savent déterminer parfaitement le moment de l'apparition du nouveau croissant en calculant un coefficient permettant d'estimer sa visibilité.
Mais, depuis le début du XXe siècle, de plus en plus de penseurs islamiques, ainsi qu'une poignée d'oulémas de renom, remettent en cause les arguments des oulémas.
À leur avis, Mahomet a simplement recommandé aux fidèles une procédure d’observation de la nouvelle lune, pour déterminer le début d'un mois nouveau. Les bédouins se basant sur la position des étoiles pour se guider dans leurs déplacements à travers le désert et pour connaître le début des mois, Mahomet n'avait fait que les conforter dans leurs habitudes ancestrales (et il ne prononce rien sous l'effet de la passion ou par simple conformité ancestrale).
L'observation du croissant n'était qu'un simple moyen, et non pas une fin en soi ni même un acte d’adoration (‘ibada). Le hadith relatif à l'observation n'établissait donc pas une règle immuable, pas plus qu'il n'interdisait l'utilisation du calendrier astronomique.
D'après certains juristes, le hadith ne parle même pas d'une observation visuelle de la nouvelle lune, mais simplement de l'acquisition de l'information, selon des sources crédibles, que le mois a débuté. Cela ouvre naturellement de toutes autres perspectives dans la discussion de cette question.

### Unité ou multiplicité des «matali'e» (horizons)?
L'observation de la nouvelle lune à l'œil nu n'est pas une affaire simple. Elle dépend de nombreux paramètres astronomiques et de facteurs atmosphériques, qui peuvent être favorables en un lieu donné, à un moment donné, et défavorables ailleurs, ou en d'autres saisons. Une fois la nouvelle lune observée de manière fiable, quelque part, comment cette information sera-t-elle portée à la connaissance de populations vivant sur de vastes territoires, ou parfois même en des régions très éloignées (comme l'Espagne par rapport à l'Arabie) ? À qui cette information devra-t-elle s'imposer avec toutes ses implications (commencer le jeûne, célébrer la fin du ramadan, etc.) ?
Les différentes écoles juridiques prirent en considération les différents facteurs qui leur semblaient s'imposer, qu'ils soient d'ordre astronomique, théologique, juridique ou pratique. Du vaste éventail de réponses qu'elles fournirent se dégage un noyau central de principes fondamentaux, qui sont d'un grand intérêt aujourd'hui :
- d'une manière générale, l'observation de la nouvelle lune ne peut être prise en compte que par les communautés auxquelles l'information parvient ;
- l'observation de la nouvelle lune dans un pays d'Orient marque, sur le plan théorique, le début du nouveau mois pour tous les pays situés à l'ouest du point d'observation[34]. Car, au fur et à mesure que l'âge de la nouvelle lune augmente, entre le moment de sa naissance (à la conjonction) et son premier coucher, la possibilité de l'observer s'améliore. C'est le cas en allant d'est en ouest, de La Mecque vers Casablanca, par exemple, du fait que la nouvelle lune est âgée de 3 h de plus à son coucher au Maroc qu'à son coucher en Arabie saoudite ;
- inversement, et c'est le cas le plus probable, si la lune n'est pas visible au Cap-Vert ou au Sénégal, elle ne pourra être théoriquement pas vue en Égypte, ni même en Arabie Saoudite et encore moins au Pakistan ou en Inde. En revanche, elle pourra être aperçue aux États-Unis ou au Mexique, notamment sur la côte pacifique ;
- une observation de la nouvelle lune doit être considérée comme nulle, lorsqu'elle est rapportée alors que la conjonction n'a pas encore eu lieu[35] ;
- mais, par-delà toutes ces considérations, et compte tenu des difficultés de communication entre les communautés musulmanes, sur le plan géographique, les oulémas déclarèrent que les habitants de chaque pays devaient appliquer la décision des autorités nationales, concernant le début des mois lunaires.

Ces règles n'avaient, à l'époque, qu'une portée limitée, parce que l'information sur l'observation de la nouvelle lune ne pouvait être véhiculée que sur des zones géographiques restreintes, proches du lieu d’observation. Mais, aujourd'hui, les données de la situation ont changé, avec la multiplication des États et des communautés islamiques à travers le monde, et le développement des moyens de communication modernes.
Ainsi, le même début de mois est, parfois, égrené comme un chapelet, en plusieurs jours successifs, dans différents pays. Ce fut le cas d'« aïd al-Fitr » ou 1er chawwal 1429, qui fut célébré en cinq jours différents à travers le monde : dans un pays le 29 septembre 2008, dans 19 pays le 30 septembre, dans 25 pays le 1er octobre, dans cinq pays le 2 octobre, et dans une communauté le 3 octobre 2008,.
De nombreux dirigeants musulmans critiquent un tel dérapage du calendrier musulman et réclament le respect des principes énoncés par les oulémas concernant les « matali'e ». Ainsi, concernant l'« aïd al-Fitr » (ou 1er chawwal) 1429, la conjonction eut lieu le 29 septembre 2008 à 8 h 12 GMT mais, d'après les observatoires astronomiques, le nouveau croissant ne pouvait ce jour-là être observé à l'œil nu que dans l'océan Pacifique Sud (Polynésie française et îles Cook) et, avec un télescope, seulement dans la partie méridionale de l'Amérique du Sud (essentiellement Bolivie, Paraguay, Argentine et Chili). L'observation annoncée par l'Arabie saoudite, le soir du 29 septembre, était donc erronée. Par contre, le soir du 30 septembre, la nouvelle lune pouvait être observée dans de nombreuses régions du monde. La nouvelle d'une telle observation, où que ce soit sur Terre, au soir du 30 septembre, aurait pu être portée immédiatement à la connaissance de l'ensemble de la planète, grâce aux moyens de télécommunication modernes. La grande majorité des communautés musulmanes du monde auraient donc pu célébrer l'« aïd el fitr » le même jour, le 1er octobre, compte tenu des principes formulés par les premiers oulémas sur ces questions. Cependant, et il est important de le signaler, ce cas de nouvelle lune est rare.
Des études, de plus en plus nombreuses, réalisées par des astronomes musulmans au cours des dernières années, démontrent par ailleurs que, dans certains pays pratiquant l'islam, les débuts de mois décrétés sur une période de plusieurs décennies étaient souvent erronés, pour des raisons très diverses. Il est clair, de ce point de vue, que lorsque le mois fondé sur l’observation de la nouvelle lune débute en des jours différents dans divers pays islamiques, seule la situation géographique de ces pays peut justifier ou non le bien fondé de la date choisie. Si le soir de la nouvelle lune le nouveau croissant est visible aux États-Unis, il sera impossible à un musulman du Bangladesh ou de Singapour de l'apercevoir sur le firmament. La latitude du lieu d'observation a aussi son importance : les hautes latitudes rendent l'observation difficile voire impossible, tandis que les régions tropicales seront avantagées. Une certitude : les pays de l'hémisphère occidental sont toujours les premiers à pouvoir observer le croissant naissant alors que ceux de l'hémisphère oriental ne pourront vérifier sa présence que le lendemain de la nouvelle lune.

## L'écart entre les méthodologies et les pratiques nationales
Dans le souci d’affirmer leur souveraineté, de nombreux États musulmans ont défini leurs propres procédures en matière de détermination du début des mois lunaires. Celles-ci sont, parfois, sans rapport avec la méthode d'observation préconisée par les oulémas, comme c'est le cas de la Libye. Ou bien, elles sont, dans certains cas, associées à des paramètres d'ordre astronomique, qui ont pour but d'améliorer la fiabilité de l'observation.
L'Arabie saoudite applique, ainsi, deux méthodes pour la détermination du début du nouveau mois. Elle utilise, à des fins administratives, un calendrier annuel, fondé sur le cycle lunaire, autrement dit les différentes phases de notre satellite (premier quartier, pleine lune, lune gibbeuse, etc.) et connu sous le nom de calendrier d'Umm al-Qura. Le calendrier se réfère par conséquent à la révolution de la Lune autour de la Terre et tient compte à la fois de la conjonction et des horaires de coucher du soleil et de la lune le soir du 29e jour de chaque mois. De plus, le calendrier utilise comme base les coordonnées géographiques de La Mecque. La conjonction lune-soleil doit avoir lieu avant le coucher du soleil et le coucher de la lune après. Si ces deux conditions sont remplies le nouveau mois commence. Dans le cas contraire, le mois en cours aura une durée de 30 jours. Mais les critères de ce calendrier peuvent être en contradiction avec le calendrier hégirien : ce dernier définit le 29e jour comme étant celui de la nouvelle lune du mois suivant. Or il se trouve qu'en 2022 (1443 de l'Hégire), la nouvelle lune de chawwal est apparue à La Mecque au début du  30e jour de ramadan, cinq heures après le coucher du soleil du 29e jour marquant l'achèvement du jour. Force était de constater l'absence totale de nouvelle lune le 29 ramadan. Il en était de même au Brésil, en Europe, en Asie, en Afrique et en Australie. Un fondement naturel du calendrier hégirien, lié à la marche de notre satellite autour de la Terre, celui qui veut que le vingt-neuvième jour du mois soit celui de la nouvelle lune, était ainsi renversé. Pour connaître l'explication, mais non la justification, il faut se reporter en début de mois : il n'avait été tenu nul compte de l'absence du croissant. Il était en effet inenvisageable d'apercevoir la lune le 1er avril 2022 et le 2 avril avait pourtant été déclaré premier jour de ramadan. Une autre raison éclaire ce dysfonctionnement : l'âge de la lune n'est plus considéré. En effet, selon les critères du calendrier Umm al-Qura (voir plus haut), le mois du jeûne commence quasi systématiquement le lendemain du jour lunaire.
En avançant le premier jour du mois sur la réalité astronomique, le calendrier avait perdu sa conformité au cycle lunaire réel. Les critères de début de mois définis pour ce calendrier n'étant pas assez restrictifs, l'incident risquait de se reproduire et, pas plus tard qu'en 2024 le mois de ramadan a vu dans beaucoup de pays (dont l'Arabie saoudite, la France et l'Algérie) une nouvelle lune s'accomplir le trentième jour du mois au lieu du vingt-neuvième. En effet, si la nouvelle lune annonçant le mois de chawwal a bien eu lieu le 8 avril, cette date correspondait au 30 ramadan (et non au 29), la conjonction s'étant produite après le coucher du soleil, ce moment marquant le changement de jour dans le calendrier hégirien.
Autre dysfonctionnement :  en ce qui concerne l'année 1445, le calendrier d'Umm al Qura n'a prévu que 354 jours, alors que celle-ci est une année abondante et devrait en compter 355. Le croissant lunaire annonçant le début du mois de dhu al-hijja 1445 (dernier mois de l'année hégirienne) a été déclaré vu par les autorités d'Arabie saoudite alors que les paramètres ne permettaient pas de discerner le croissant. À La Mecque et au coucher du Soleil du 6 juin 2024, la Lune n'était âgée que de 3 heures 26 minutes et l'élongation ne dépassait pas 4°55'. La hauteur relative (la différence angulaire des hauteurs respectives des deux astres) ne s'élevait qu'à 3°10'. Il était donc impossible de voir le hilal (croissant lunaire). Mais le mois a malgré tout commencé le 7 juin 2024 (au lieu du 8 juin) et a donc compté 30 jours. Le dixième jour de dhu al-hijja correspond habituellement à l'aïd el-Adha. Selon le calendrier d'Umm al-Qura, cet événement ètait prévu le 16 juin 2024. Pourtant, le croissant de lune n'ayant pas été visible, la fête aurait dû être célébrée le 17 juin. Le 6 juillet 2024, date de la nouvelle lune suivante (muharram), correspondra ainsi au trentième jour du mois. Or, le calendrier musulman est ainsi fait que le vingt-neuvième jour du mois doive correspondre à la conjonction lunaire (et c'est une condition sine qua non).
En se conformant à la réalité astronomique, le mois de dhu al-hijja aurait dû commencer un jour plus tard, soit le 8 juin, et avoir une durée de 29 jours, ce qui aurait permis l'ajout d'un  jour intercalaire nécessaire à la fin du dernier mois d'une année abondante. Il faut aussi rappeler que les mois de 31 jours n'existent pas dans les calendriers lunaires.
Mais, l'État saoudien estime qu'il n'est pas conforme à la charia d'utiliser le calendrier d'Umm al-Qura pour déterminer le début des mois associés à des célébrations religieuses (1er muharram, 1er ramadan, 1er chawal, 1er dhul hijja…). Des commissions spécialisées sont chargées, en de telles occasions, de scruter le ciel à l'œil nu pour apercevoir la nouvelle lune, avant que le Haut Conseil judiciaire d’Arabie saoudite ne décrète le début du nouveau mois.
En Inde, au Pakistan, au Bangladesh, à Oman, au Maroc, au Nigeria, à Trinidad, etc., l'observation de la nouvelle lune doit être attestée par un cadi (juge) ou une commission officielle spécialisée.
En Égypte, le nouveau mois débute après la conjonction, lorsque la nouvelle lune se couche cinq minutes au moins après le coucher du soleil.
En Indonésie, en Malaisie et à Brunei, il débute après la conjonction, lorsque l'âge de la nouvelle lune est supérieur à 8 h, l'altitude > 2° et l'élongation > 3°.
Il débute, en Turquie, après la conjonction, quand la nouvelle lune forme un angle de 8° au moins avec le soleil, à une altitude d'au moins 5°. Ce critère n'est pas toujours respecté : en 2025, le mois de ramadan a compté 29 jours alors que l'élongation observée le vingt-neuvième jour de ramadan (29 mars) n'était que de 2°33' à Istanbul, une des villes les plus occidentales du pays et donc parmi  les plus favorisées.
En Libye, le nouveau mois débute si la conjonction se produit avant l'aube (« fajr »), heure locale.
L'étude de cas spécifiques démontre, cependant, l'existence d'un écart important entre les règles que les différents États et communautés islamiques affirment appliquer et leurs pratiques. Cela ressort clairement de l'analyse du cas du 1er ramadan 1426, qui fut célébré en quatre jours différents à travers le monde : le lundi 3 octobre 2005 au Nigeria ; le mardi 4 octobre dans 22 pays, dont l'Arabie saoudite, l'Algérie, la Mauritanie, la Libye et l'Égypte ; le mercredi 5 octobre dans 23 pays ; et le jeudi 6 octobre dans trois pays. Au Nigeria, les autorités annoncèrent que la nouvelle lune avait été aperçue le 2 octobre au soir, et le premier jour de jeûne fut fixé au 3 octobre, alors que c'est seulement ce jour-là que se produisit la conjonction, dans la matinée. Pourtant, le croissant n'était même pas visible en Amérique du Nord et du Sud, comme à San Diego (Californie, États-Unis) par exemple où, bien que la Lune fût âgée de 16 heures, il n'était possible que de constater une lune encore très obscurcie.
Le Haut Conseil judiciaire d'Arabie saoudite (HCJAS) annonça, pour sa part, que la nouvelle lune avait été aperçue le 3 octobre au soir, alors qu'elle avait moins de 5 h d'âge. Or, d'après les astronomes, il était impossible d'observer une lune aussi jeune (l'âge habituel requis étant d'au moins 16 h). De plus, les autres paramètres astronomiques n'étaient pas favorables à une telle observation. Ainsi à Alger, le délai entre les couchers de la Lune et du Soleil fut extrêmement bref : seulement 3 minutes et 42 secondes. Le début du ramadan fut décrété en Arabie saoudite pour le 4 octobre, date qui concordait avec celle établie de longue date par le calendrier d'Umm al-Qura. Huit autres États du Moyen-Orient annoncèrent le début du ramadan pour le 4 octobre, en se basant sur l'annonce saoudienne.
L'Algérie, la Mauritanie et l'Égypte annoncèrent également que la nouvelle lune avait été aperçue sur leur territoire le soir du 3 octobre, alors qu'elle était âgée de moins de 9 h dans toute cette zone, à la fois bien trop jeune pour être visible, et associée à des paramètres d'observation défavorables. Pour eux aussi, le ramadan débuta le 4 octobre.
La Libye, quant à elle, débuta le jeûne du ramadan le 4 octobre, arguant que la conjonction s'était produite le 3 octobre dans la matinée, donc avant le « fajr » (aube) du 4 octobre.
D'après les observatoires astronomiques, les observations annoncées par le Nigeria, l'Arabie saoudite, l'Algérie, la Mauritanie et l'Égypte étaient erronées. Elles n'étaient possibles ni le 2 octobre au Nigeria (la veille de la conjonction) ni le 3 octobre 2005 (au soir de la conjonction), en Arabie saoudite ou en Algérie, compte tenu des paramètres astronomiques applicables à ces régions. L'Égypte ne pouvait pas, non plus, avoir observé le coucher de la Lune 5 minutes après celui du Soleil, conformément à la procédure qu'elle disait appliquer. En effet le temps de décalage entre la Lune et le Soleil n'était au Caire que de 2 minutes 49 secondes, avec une élongation très réduite de 2 degrés 2 minutes. Mais, bien que ces données astronomiques aient été largement connues des experts, et aient été absolument défavorables à toute observation visuelle de la nouvelle lune, les États concernés n'en ont tenu aucun compte et ont procédé à l'annonce des observations, pour des raisons inexpliquées.

### L’opinion juridique du cadi Shakir
Le cadi Ahmad Muhammad Shakir est un juriste éminent de la première moitié du XXe siècle, qui occupa en fin de carrière les fonctions de président de la Cour suprême de la charia d’Égypte (tout comme son père avait occupé la même fonction au Soudan), et qui reste, de nos jours encore, un auteur de référence en matière de science du hadith.
Il a publié, en 1939, une étude importante et originale axée sur le côté juridique de la problématique du calendrier islamique, sous le titre : « Le début des mois arabes… la charia permet-elle de le déterminer en utilisant le calcul astronomique ? ».
D’après lui, Mahomet a tenu compte du fait que la communauté musulmane de son époque était « illettrée, ne sachant ni écrire ni compter », avant d’enjoindre à ses membres de se baser sur l’observation de la nouvelle lune pour accomplir leurs obligations religieuses du jeûne et du hajj.
Mais la communauté musulmane a évolué de manière considérable au cours des siècles suivants. Certains de ses membres sont même devenus des experts et des innovateurs en matière d’astronomie. En vertu du principe de droit musulman selon lequel « une règle ne s’applique plus, si le facteur qui la justifie a cessé d’exister », la recommandation de Mahomet ne s’applique plus aux musulmans, une fois qu’ils ont appris « à écrire et à compter » et ont cessé d’être « illettrés ».
Les oulémas d’aujourd’hui commettent donc une erreur d’interprétation lorsqu’ils donnent au hadith de Mahomet sur cette question la même interprétation qu’au temps de la révélation, comme si ce hadith énonçait des prescriptions immuables, alors que ses dispositions ne sont plus applicables à la communauté musulmane depuis des siècles, en vertu des règles mêmes de la charia.
Ahmad Muhammad Shakir rappelle le principe de droit musulman selon lequel « ce qui est relatif ne peut réfuter l’absolu, et ne saurait lui être préféré, selon le consensus des savants. » Or, la vision de la nouvelle lune par des témoins oculaires est relative, pouvant être entachée d’erreurs, alors que la connaissance du début du mois lunaire basée sur le calcul astronomique est absolue, relevant du domaine du certain. À condition toutefois que les calculs soient effectués par des astronomes confirmés, ce métier difficile n'étant accessible qu'â un nombre très réduit de personnes.
Il rappelle également que de nombreux juristes musulmans de grande renommée ont pris en compte les données du calcul astronomique dans leurs décisions, citant à titre d’exemples Cheikh Al-Mraghi, président de la Cour suprême de la charia d’Égypte, Taqiddine Assoubaki et Takiddine bin Daqiq al-Eid.
Shakir souligne, en conclusion, que rien ne s’oppose, au niveau de la charia, à l’utilisation du calcul pour déterminer le début des mois lunaires et ce, en toutes circonstances, et non à titre d’exception seulement, comme l’avaient recommandé certains ulémas.
Il observe, par ailleurs, qu’il ne peut exister qu’un seul mois lunaire pour tous les pays de la Terre, fondé sur le calcul, ce qui exclut la possibilité que le début des mois diffère d’un pays à l’autre. L’utilisation du calendrier fondé sur le calcul rendra possible la célébration le même jour, dans toutes les communautés musulmanes de la planète, d’événements à caractère hautement symbolique sur le plan religieux, tels que le 1er muharram, le 1er ramadan, l’Aïd al-Fitr, l’Aïd al-Adha ou le jour de Arafat, lors du hajj. Cela renforcera considérablement le sentiment d’unité de la communauté musulmane à travers le monde.
Cette analyse juridique du cadi Shakir n’a jamais été réfutée par les experts en droit musulman, plus de 70 ans après sa publication. Le professeur Youssef al-Qaradâwî s’est récemment rallié formellement à la thèse du cadi Shakir. Dans une importante étude publiée en 2004, intitulée : « Calcul astronomique et détermination du début des mois » (en arabe), al-Qaradawi prône pour la première fois, vigoureusement et ouvertement, l’utilisation du calcul pour l’établissement du calendrier islamique, une question sur laquelle il avait maintenu une réserve prudente jusque-là. Il cite à cet effet avec approbation de larges extraits de l’étude de Shakir.

### La décision du Conseil du Fiqh d’Amérique du Nord (CFAN)
Le Conseil du Fiqh d’Amérique du Nord (en) (CFAN (en)), qui s’est senti depuis des années interpellé par cette question, a annoncé au mois d’août 2006 sa décision mûrement réfléchie d’adopter désormais un calendrier islamique fondé sur le calcul, en prenant en considération la visibilité du croissant où que ce soit sur Terre.
Utilisant comme point de référence conventionnel, pour l’établissement du calendrier islamique, la ligne de datation internationale [International Date Line (IDL)], ou Greenwich Mean Time (GMT), il déclare que désormais, en ce qui le concerne, le nouveau mois lunaire islamique en Amérique du Nord commencera au coucher du soleil du jour où la conjonction se produit avant 12 h GMT. Si elle se produit après 12 h GMT, alors le mois commencera au coucher du soleil du jour suivant.
La décision du CFAN est d’un grand intérêt, parce qu’elle conjugue avec une grande subtilité les exigences théologiques des ulémas avec les données de l’astronomie. Le CFAN retient le principe de l’unicité des matali’e (horizons), qui affirme qu’il suffit que la nouvelle lune soit observée où que ce soit sur Terre, pour déterminer le début du nouveau mois pour tous les pays de la planète. Après avoir minutieusement étudié les cartes de visibilité du croissant lunaire en différentes régions du globe, il débouche sur la conclusion suivante :
Si la conjonction se produit avant 12 h GMT, cela donne un temps suffisant pour qu’il soit possible d’observer la nouvelle lune en de nombreux points de la Terre où le coucher du soleil intervient longtemps avant le coucher du soleil en Amérique du Nord. Étant donné que les critères de visibilité de la nouvelle lune seront réunis en ces endroits, on pourra considérer qu’elle y sera observée (ou qu’elle aurait pu l’être si les conditions de visibilité avaient été bonnes), et ce bien avant le coucher du Soleil en Amérique du Nord.
Par conséquent, sur ces bases, les stipulations d’observation de la nouvelle lune seront respectées, comme le prescrit l'interprétation traditionnelle de la charia, et le nouveau mois lunaire islamique débutera en Amérique du Nord au coucher du soleil du même jour. Si la conjonction se produit après 12 h GMT, alors le mois commencera en Amérique du Nord au coucher du soleil du jour suivant.

### Vers un calendrier islamique universel aux paramètres du calendrier saoudien d'Umm al-Qura?
La proposition du Conseil du Fiqh d’Amérique du Nord (CFAN) suscita l’intérêt des autorités politiques et religieuses dans de nombreux pays à majorité musulmane. Des astronomes de diverses nationalités se réunirent au Maroc, en novembre 2006, pour étudier plus en détail la possibilité de l'adopter comme base d'un calendrier islamique universel.
Cependant, le CFAN (en) modifia sa position en 2007, et décida de s’aligner sur une décision du Conseil européen pour la fatwa et la recherche (CEFR), utilisant les paramètres du calendrier saoudien d'Umm al-Qura (en) pour déterminer le début des mois musulmans (en utilisant comme paramètres que la « conjonction » se produise « avant le coucher du soleil aux coordonnées de La Mecque », et « que le coucher de la lune ait lieu après celui du soleil » aux mêmes coordonnées). D’après le CFAN, le choix des paramètres d'Umm al Qura a pour objectif de favoriser le développement d'un consensus, dans les pays musulmans, au sujet de l'utilisation de ce calendrier fondé sur le calcul, et dont les données ne diffèrent que de manière marginale de celles obtenues par l’application de la méthodologie du CFAN d’août 2006.
Les décisions du CFAN et du CEFR ont déjà eu les retombées suivantes :
- le principe d’utilisation du calendrier fondé sur le calcul est officiellement parrainé par des responsables religieux connus et respectés de la communauté musulmane[53],[54],[55] ;
- il est adopté officiellement par des organisations islamiques dont nul ne conteste la légitimité[56] ;
- les communautés musulmanes d’Europe et d’Amérique sont disposées à l’utiliser pour la détermination du début de tous les mois, y compris ceux associés à des occasions à caractère religieux.

Sur le plan opérationnel, l'initiative du CFAN et du CEFR de 2007 semble être bien suivie par la majorité des communautés musulmanes d'Europe et d'Amérique, comme en témoigne leur comportement à l'occasion du début du mois de ramadan en 2010.
De même, en France, après des années de débats, le Conseil français du culte musulman (CFCM) a-t-il officiellement adopté en mai 2013 le calendrier lunaire basé sur le calcul pour déterminer les dates associées à toutes les grandes manifestations religieuses de l'année musulmane, dont le
début et la fin du mois de ramadan.
Mais, la nouvelle direction du CFCM, élue immédiatement après l'adoption de cette décision, a décidé de l'ignorer et de continuer de se baser sur la traditionnelle méthode d'observation de la nouvelle lune pour déterminer le début et la fin du mois de ramadan 2013.
Elle a agi de même en 2014, annonçant que le CFCM tiendra une réunion le 27 juin 2014 (correspondant au 29 chaâbane 1435) à l'occasion de la « nuit du doute », pour déterminer à quel jour de la semaine correspondra le 1er ramadan 1435, sur la base des observations de la nouvelle lune qui seront effectuées.
L'initiative du CFAN et du CEFR semble aussi avoir encouragé de nombreux États musulmans à revoir leur politique en matière de proclamation du début des mois lunaires, comme il ressort clairement d'un état des lieux effectué à l'occasion du 1er ramadan 1433 (juillet 2012).

### Une étude de cas: l'état des lieux au1erramadan 1433 (juillet 2012)
Cinq ans après l'adoption des décisions du CFAN et du CEFR, un état des lieux a été dressé, sur la base des annonces faites par différents États et organismes musulmans, à l'occasion du 1er ramadan 1433 (juillet 2012). Il en ressort qu'il subsiste des différences majeures entre les principaux États et organisations musulmanes concernées, que ce soit au niveau du principe d'utilisation d'un calendrier basé sur le calcul ou en ce qui concerne les paramètres et spécifications à associer à un calendrier musulman destiné à être d'une vocation universelle.
Ainsi, en application de sa politique déclarée, le Conseil du Fiqh d'Amérique du Nord (CFAN) a annoncé au début de juillet 2012, que « le premier jour du ramadan 1433 correspondrait au vendredi 20 juillet 2012 et l'Aïd al-Fitr, au dimanche 19 août 2012. ». En ce qui concerne cette fête, la conjonction avait eu lieu le 17 août aux États-Unis et au Canada, mais la lune s'étant couchée avant le Soleil, il avait été  effectivement impossible de voir le nouveau croissant. Le mois avait donc duré 30 jours au lieu de 29 s'il avait été tenu compte de la vision oculaire et des avis des professionnels de l'astronomie.
Le CFAN a expliqué que :
1. Il reconnaissait le calcul astronomique comme une méthode acceptable, dans le cadre de la charia, pour déterminer le début des mois lunaires, y compris ceux de ramadan et shawwal ;
2. Il utilisait Makkah Al-Moukarrama comme le site au niveau duquel les calculs astronomiques devaient être effectués, et
3. La conjonction devait avoir lieu avant le coucher du soleil à La Mecque et la Lune devait se coucher après le soleil. « Sur la base de cette méthode, les dates du ramadan et Aïd el Fitr pour les 1 433 ans AH étaient établies comme suit : 1er ramadan le vendredi 20 juillet 2012 et le 1er shawwal le dimanche 19 août 2012 »[58].

Mais, le Conseil européen de la fatwa et de la recherche (CEFR), qui est basé à Dublin, semble avoir changé de position, du moins pour le moment, par rapport à sa décision de 2007. Il a également annoncé, bien à l'avance, que le 1er ramadan 1433 serait le vendredi 20 juillet 2012, mais a expliqué que cette conclusion était « fondée sur des critères de calcul postulant qu'il doit y avoir la possibilité d'observer le croissant à l'œil nu ou à l'aide d'un télescope en un endroit quelconque de la Terre ». Pour que cette possibilité d'observation du croissant dans un quelconque endroit de la Terre puisse être vérifiée, les conditions suivantes doivent être réunies :
1. La Lune doit se coucher après le Soleil sur le site où cette observation semble  être possible ;
2. L'altitude de la lune au coucher du soleil doit être d'au moins 5 degrés ;
3. L'élongation (angle virtuel formé entre le Soleil, l'observateur et la Lune) doit être d'au moins 8 degrés[59].

Les autorités saoudiennes, quant à elles, continuent d'affirmer qu'elles s'appuient exclusivement sur l'observation visuelle de la nouvelle lune afin de déterminer les dates des événements associés à des cérémonies religieuses. Elles ont ainsi annoncé, dans la soirée du jeudi 19 juillet 2012, que la nouvelle lune avait été observée et que le jeûne du Ramadan débuterait le vendredi 20 juillet.
La déclaration saoudienne était inexacte : plusieurs astronomes confirmés, parfois renommés, avaient annoncé sur des sites spécialisés qu'il serait impossible d'observer la nouvelle lune dans la région du Moyen-Orient dans la soirée du jeudi 19 juillet. À La Mecque, le temps séparant les couchers de la lune et du soleil était trop réduit  (5 minutes 54 secondes), l'altitude de la lune, négative au meilleur moment, d'environ   -44 minutes d'angle, et enfin la faiblesse de l'altitude relative (c'est-à-dire la différence entre les altitudes respectives de la lune et du soleil) qui s'élevait seulement à  1° 16' 54", principale cause de l'absence du croissant. Ces conditions très défavorables n'étaient pas compensées par l'élongation de 7° trop insuffisante pour la circonstance. Quant à l'âge de la lune, il n'était que de 13 heures et 34 minutes, constituant un lourd handicap ce jour-là.
Toutefois, sur la base de l'annonce saoudienne, quelque 70 pays et communautés musulmanes à travers le monde ont entamé le jeûne du Ramadan le vendredi 20 juillet. Cela constituait un record historique du nombre de pays musulmans commençant le jeûne à la même date. Trente-deux pays et communautés entamèrent le jeûne le samedi 21 juillet, après avoir observé la nouvelle lune la veille au soir.
Pour leur part, les principales associations musulmanes de France ont annoncé, elles aussi, que le 1er ramadan 1433 serait le vendredi 20 juillet 2012. Elles se sont fondées sur un calendrier basé sur le calcul astronomique, en tenant compte des critères de la possibilité d'observation de la nouvelle lune en quelque endroit que ce soit sur Terre,.
Les musulmans turcs d'Asie Mineure et de nombreuses communautés musulmanes d'Europe de l'Est ont également entamé le jeûne du ramadan 1433 le vendredi 20 juillet 2012, sur la base du calendrier musulman de la Turquie. Ce dernier est calculé des années à l'avance (actuellement jusqu'à 1437 AH/2015 CE) par la présidence turque des affaires religieuses (Diyanet Isleri Baskanligi).
Depuis le 1er muharram 1400 AH (21 novembre 1979), le calendrier lunaire turc est basé sur la règle suivante : « Le mois lunaire est supposé commencer le soir où, quelque part sur Terre, le centre calculé de la nouvelle lune au coucher du soleil local est de plus de 5° au-dessus de l'horizon et l'élongation de plus de 8°. »
Il ressort de cet état des lieux au 1er ramadan 1433 que :
1. L'utilisation d'un calendrier lunaire musulman basé sur le calcul ne cesse de gagner des adhérents, en particulier au sein des communautés musulmanes d'Amérique du Nord et d'Europe occidentale. Mais il y a encore des différences importantes quant aux spécifications du calendrier lunaire à utiliser, comme en témoignent les différentes méthodologies utilisées par CFAN, CEFR, les associations musulmanes de France ou les musulmans turcs ;
2. Le nombre d'États qui ont entamé le jeûne du ramadan sur la base de l'annonce saoudienne a connu un développement considérable ;
3. Mais, la stratégie et les objectifs de l'Arabie saoudite en matière de détermination des mois lunaires associés à des pratiques religieuses continuent d'être déroutants pour l'observateur. Les autorités saoudiennes annoncent régulièrement l'observation d'une nouvelle lune à des dates où les astronomes professionnels indiquaient clairement, longtemps à l'avance, qu'une telle observation serait impossible à réaliser. Elles utilisent le calendrier d'Umm al-Qura (qui est basé sur les phases lunaires et non sur la visibilité du nouveau croissant) à des fins civiles et administratives mais, assez régulièrement, elles avancent ou reculent d'un jour la date du début d'un mois associé à des célébrations religieuses, pour des raisons inexpliquées.

Ces manipulations sans justification du calendrier d'Umm al-Qura en réduisent la crédibilité et amenuisent ses chances de servir comme un calendrier musulman à vocation universelle, susceptible d'être adopté par les différentes communautés musulmanes du monde entier. Les communautés musulmanes d'Amérique du Nord et d'Europe ont donc préféré établir leur propre calendrier musulman basé sur le calcul astronomique, en utilisant les paramètres de leur choix. Les promoteurs d'un calendrier musulman à vocation « universelle » dans le monde musulman restent ainsi confrontés à la difficile tâche de déterminer des paramètres qui seraient acceptables pour tous les utilisateurs potentiels d'un tel calendrier. Les deux versions présentées par le CFAN et le CEFR, qui ont été décrites ci-dessus, constituent, à cet égard, deux modèles possibles, tous deux a priori également valables. La sélection d'une version ou de l'autre (ou d'une troisième option) relèvera d'un choix stratégique et politique des différentes communautés musulmanes du monde, plutôt que d'un impératif théologique ou technique.

## Correspondance du calendrier hégirien avec d'autres calendriers

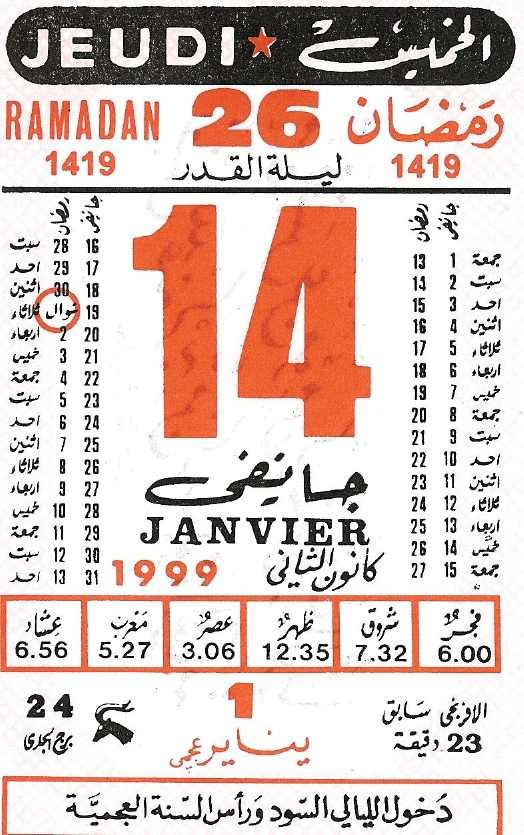
Une page d'un almanach tunisien, il montre la correspondance du de ramadan avec le 14 janvier du calendrier grégorien et le 1 يناير عجمي (1 Yennayer 3ajmi) (en bas) du calendrier berbère.

L'année du calendrier hégirien (ci-après : f(x)) peut être calculée assez précisément en fonction de l'année du calendrier grégorien (ci-après ; x) par la fonction suivante : f(x) = (x − 621,5373147) × 1,030688867. Le nombre 621,5373147 correspond à la différence entre le premier janvier de l'an 1 (0 heure) de l'ère chrétienne et le 15 juillet 621 (24 heures), veille du début du calendrier de l'Hégire. Une année solaire est environ 1,030 688 867 fois plus longue qu'une année lunaire.
Les jours juliens sont un moyen commode d'établir la correspondance entre le calendrier musulman et les calendriers grégorien, julien et juif.

### Un millésime identique
Pour la seule fois dans l'Histoire, une année hégirienne sera complètement incluse dans une année grégorienne en affichant le même millésime, soit l'année 20 874 ; et seront parfaitement concordantes le 1er mai 20 874 (1er joumada al-oula 20 874). En effet, le mois de joumada-al-oulal est le 5e mois de l'année hégirienne.

## Variantes
Il existe une variante du calendrier musulman, connue sous le nom de calendrier musulman tabulaire ou calendrier fatimide, dans laquelle la longueur des mois est déterminée par des règles de calcul et non par observation ou calcul astronomique. L’année commune de ce calendrier comporte 354 ou 355 jours, répartis en 12 mois de 30 et 29 jours alternativement, dont seul le douzième (dhou al-hijja) compte un nombre variable de jours (29 ou 30).
- sont dites communes les années où ce mois compte 29 jours, et où l’année compte 354 jours ;
- sont dites abondantes les années où ce mois compte 30 jours, et où l’année compte 355 jours.

Les années communes ou abondantes s’intercalent selon un cycle de 30 années comptant 19 années communes et 11 années abondantes. Il existe quatre versions principales de ce cycle trentenaire. Selon la version, sont abondantes les années :
- 2, 5, 7, 10, 13, 15, 18, 21, 24, 26, et 29 – « algorithme koweïtien » (Kushyar ibn Labban (en), XIe siècle, et Ulugh Beg, XVe siècle) ;
- 2, 5, 7, 10, 13, 16, 18, 21, 24, 26, et 29 – version la plus commune ;
- 2, 5, 8, 10, 13, 16, 19, 21, 24, 27, et 29 – tables de conversion d’origine indienne ;
- 2, 5, 8, 11, 13, 16, 19, 21, 24, 27, et 30 – Al-Marwazi, IXe siècle, Al-Biruni, Xe et XIe siècles, et Élias de Nisibis, XIe siècle.

L’année moyenne au cours de ce cycle de 30 ans est donc de : (19 × 354 + 11 × 355) / 30 = 354,36667 qui ne diffère que de 0,000 4 jour (34,55 s) de l’« année lunaire vraie » et permet ainsi de garder le calendrier synchronisé sur les lunaisons pour les 2 500 prochaines années.
L’année musulmane ayant 10, 11 ou 12 jours de moins que l’année grégorienne (selon que celle-ci est bissextile ou non, et que l’année musulmane est abondante ou commune), le nouvel an musulman survient chaque année civile en avance de ce même nombre de jours par rapport à l’année solaire, et chaque date du calendrier musulman (dont notamment les fêtes religieuses et le jeûne du mois de ramadan) « transite » donc progressivement par toutes les saisons.

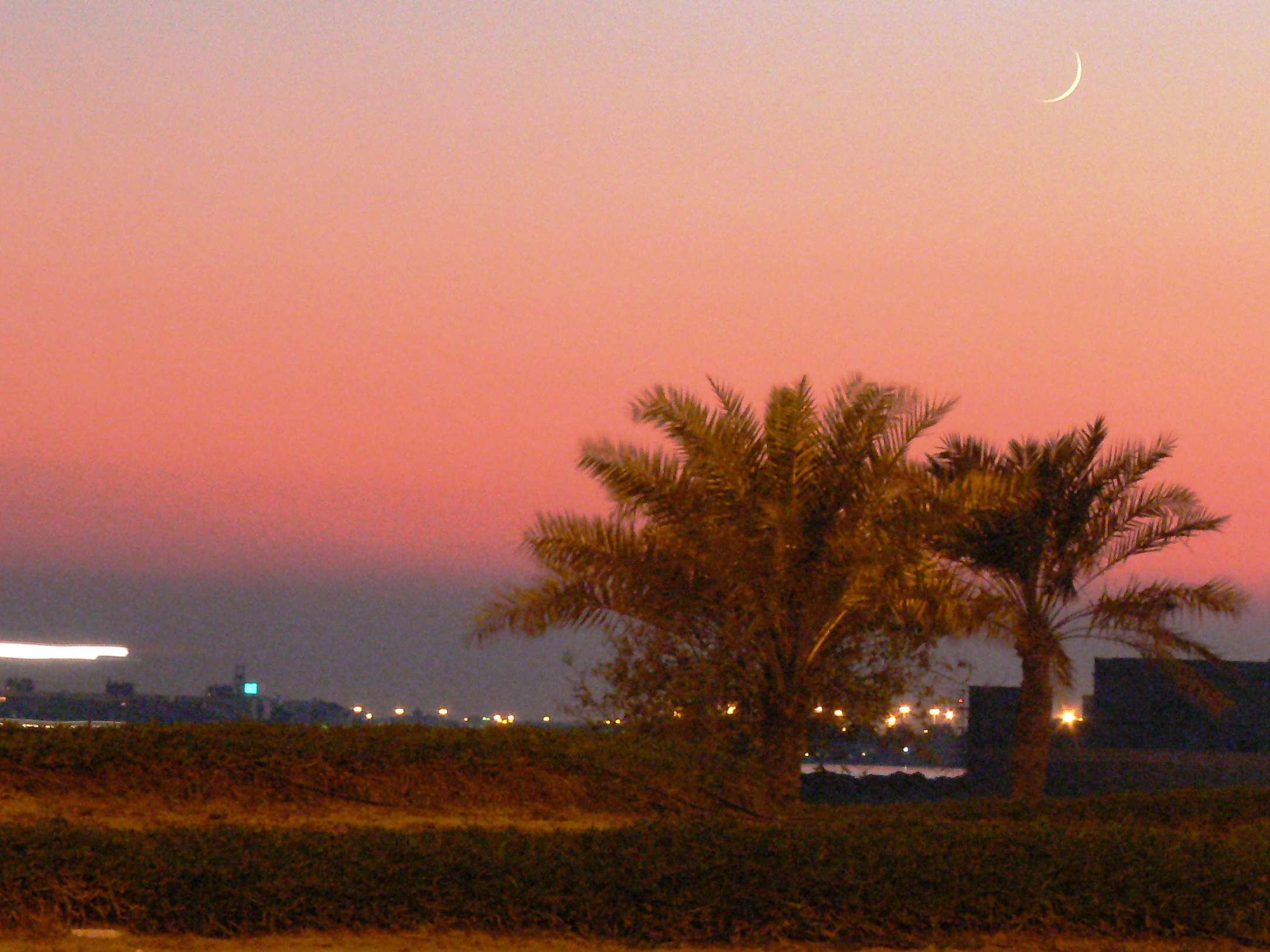
Croissant de lune à Manama, Bahrain, marquant le début du mois de ramadan.

## L’astronome et le calendrier
Le mois lunaire débute au moment de la « conjonction » mensuelle, quand la Lune se trouve située sur une ligne droite entre la Terre et le Soleil. Le mois est défini comme la durée moyenne séparant deux nouvelles lunes (29,530 588 jours environ). La lunaison varie au sein d'une plage dont les limites sont de 29,27 jours au solstice d'été et de 29,84 jours au solstice d'hiver, donnant, pour l’année de 12 mois, une durée moyenne de 354,367 066 jours. L’astronome babylonien Kidinnu (IVe siècle av. J.-C.), très connu pour ses travaux astronomiques, a calculé la durée du mois synodique comme étant égale à 29 j 12 h 44 min 3,3 s, alors que la valeur admise aujourd’hui est de 29 j 12 h 44 min 2,88 s, soit moins d'une demi-seconde d’écart.
Les astronomes ont posé, depuis des millénaires, le principe que les mois de 30 jours et de 29 jours se succèdent en alternance, permettant de faire correspondre la durée de révolution synodique de la Lune sur deux mois consécutifs à un nombre de jours entiers (59). En fin de cycle, il restait ainsi un écart mensuel de 44 min environ, qui se cumulait pour atteindre 24 h (soit l’équivalent d’un jour) tous les 2,72 ans. Pour solder cet écart, il suffisait d’ajouter un jour au dernier mois de l’année, tous les trois ans environ, (parfois deux), de la même manière qu’on ajoute un jour tous les quatre ans au calendrier grégorien. Les années dites « abondantes » du calendrier islamique, d’une durée de 355 jours chacune, sont au nombre de 11 dans un cycle de 30 années lunaires (années nos 2, 5, 7, 10, 13, 16, 18, 21, 24, 26 et 29), alors que les années dites « communes », d’une durée de 354 jours, sont au nombre de 19. Le cycle actuel a commencé le 1er muharram 1441 (année 1 du cycle actuel) et l'année 1447 sera une année abondante, correspondant au numéro de cycle 7.